# Tessa Pollitt
Tessa Pollitt, née en 1959, est une guitariste membre des Slits.

## Biographie
Tessa Pollitt a été la bassiste du groupe de rock punk The Slits de 1976 à 1981 (date de la première séparation du groupe). Elle est revenue dans le groupe pour la reformation de celui-ci en 2006.
Pollitt avait remplacé la bassiste originale du groupe, Suzy Gutsy, qui l'avait quitté après seulement quelques semaines en 1976.